# Бельга (информационное агентство)
Аге́нтство Бе́льга (фр. Agence Belga — Agence Télégraphique Belge de Presse, SA; нидерл. Agentschap Belga — Belgisch Pers-telegraafagentschap, NV) — информационное агентство Бельгии. Штаб-квартира расположена в брюссельском пригороде Схарбек.
Информационное агентство было основано 20 августа 1920 года. Вначале исключительно франкоязычное, в 1944 году вторым основным языком стал нидерландский язык (третий официальный язык Бельгии — немецкий — не используется). В 1948 году бельгийские газеты получили большинство в информационном агентстве. В 1970 году редакция была разделена на нидерландский и франкоязычный отделы. В 2000 году Белга основала совместно с дочерней компанией ДПА aktuell international совместное предприятие news aktuell Belga, которое специализируется на выпуске пресс-релизов.
Белга снабжает газеты, журналы, радио и телевидение, веб-сайты и компании фотографиями и отчётами. Компания имеет 127 сотрудников, из которых 106 журналистов (по состоянию на 2007 г.).